# Свети Георги (Връбник)
Вижте пояснителната страница за други значения на Свети Георги.
„Свети Георги“ (на албански: Kisha e Shën Gjergjit) е православна църква край Бобощица, Албания, част от Корчанската епархия на Албанската православна църква.

## Местоположение
Църквата е разположена в югозападната част на селото. 

## История
Църквата е опожарена в 1903 година при потушаването на Илинденско-Преображенското въстание.
По време на атеистичния режим на Енвер Ходжа храмът е превърнат в сушилня. През 90-те години на XX век е възстановен. Службите в него са на костурски български говор.